# Eastwood (Louisiana)
Eastwood és una població dels Estats Units a l'estat de Louisiana. Segons el cens del 2000 tenia 3.374 habitants.

## Demografia
Segons el cens del 2000, Eastwood tenia 3.374 habitants, 1.225 habitatges, i 957 famílies. La densitat de població era de 206,8 habitants/km².
Dels 1.225 habitatges en un 38,9% hi vivien nens de menys de 18 anys, en un 63,9% hi vivien parelles casades, en un 10,3% dones solteres, i en un 21,8% no eren unitats familiars. En el 17,3% dels habitatges hi vivien persones soles el 6,4% de les quals corresponia a persones de 65 anys o més que vivien soles. El nombre mitjà de persones vivint en cada habitatge era de 2,75 i el nombre mitjà de persones que vivien en cada família era de 3,1.
Per edats la població es repartia de la següent manera: un 29,2% tenia menys de 18 anys, un 7,4% entre 18 i 24, un 30,9% entre 25 i 44, un 21,5% de 45 a 60 i un 11,2% 65 anys o més.
L'edat mediana era de 35 anys. Per cada 100 dones de 18 o més anys hi havia 93,8 homes.
La renda mediana per habitatge era de 48.370 $ i la renda mediana per família de 55.625 $. Els homes tenien una renda mediana de 35.076 $ mentre que les dones 23.682 $. La renda per capita de la població era de 18.952 $. Entorn del 5,5% de les famílies i el 7,2% de la població estaven per davall del llindar de pobresa.

## Poblacions més properes
El següent diagrama mostra les poblacions més properes.